# San Juan (karetní hra)

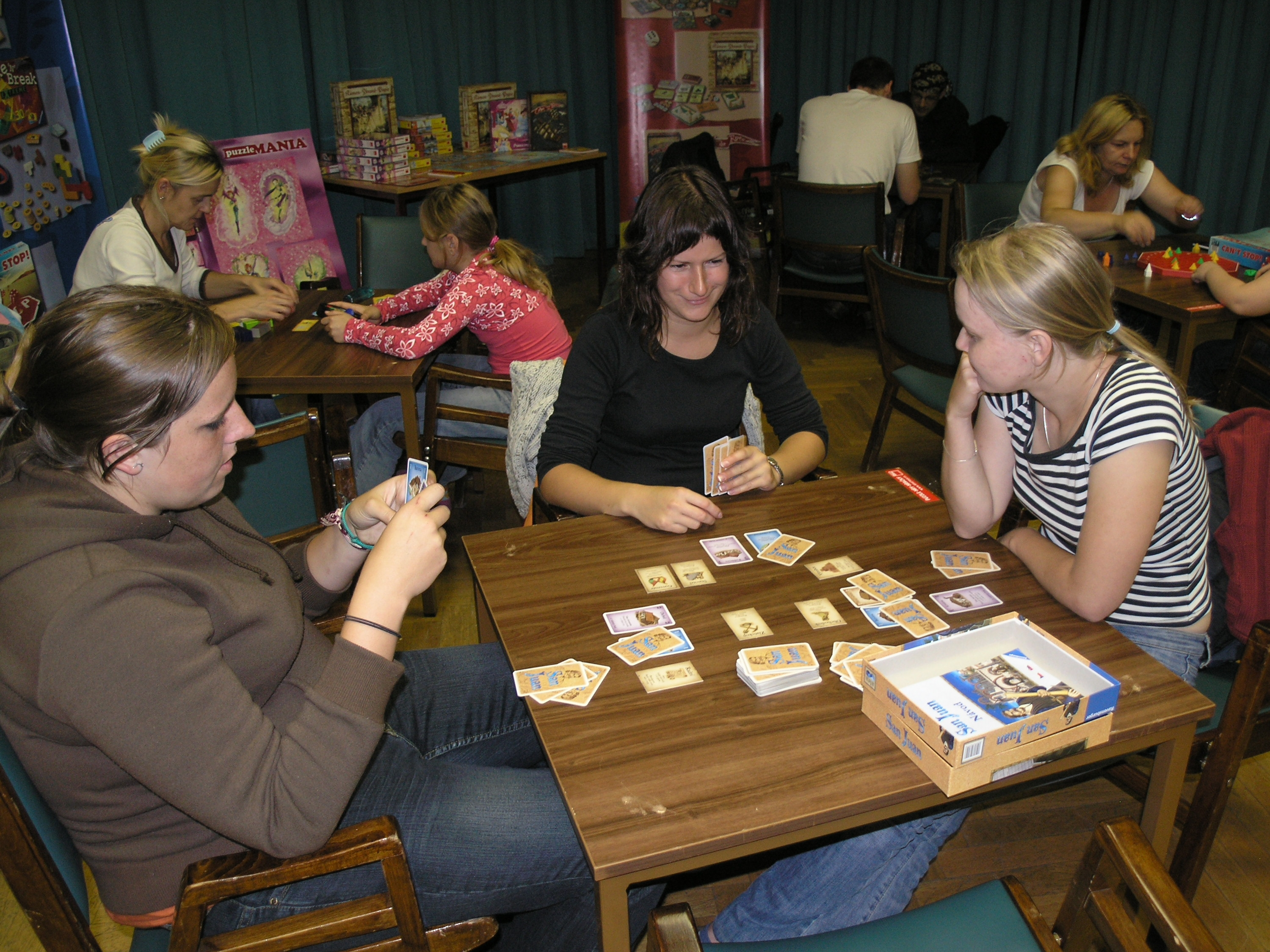
San Juan ve třech hráčích

San Juan je karetní hra vytvořená Andreasem Seyfarthem a vydaná v roce 2004. Je odvozena z deskové hry Puerto Rico a poukazuje na to i svým názvem — San Juan je hlavní město Portorika. Tématem hry zůstává simulace ekonomické stránky kolonizace Nového světa, hráči se snaží vyrábět a prodávat zboží za pomoci výrobních budov a jiných budov, které usnadňují výrobu, stavění, obchod či jinak pomáhají hráči k vítězství. Hra končí, když první hráč postaví 12 budov, a vítěz je poté určen podle počtu vítězných bodů, které lze získat pouze stavěním budov.
Hra je určena pro 2–4 hráče, přičemž pro dva hráče má maličko změněná pravidla. Jedna hra trvá obvykle třičtvrtě hodiny až hodinu.